# Nasoceratina
Nasoceratina is een geslacht van uitgestorven kreeftachtigen uit de klasse van de Ostracoda (mosselkreeftjes).

## Soort
- Nasoceratina nasuta (Gruendel, 1961) Schornikov, 1990 †